# Oberea sobosana
Oberea sobosana là một loài bọ cánh cứng trong họ Cerambycidae.